# Komdrup Sogn
Komdrup Sogn er et sogn i Aalborg Østre Provsti (Aalborg Stift). Sognet ligger i Aalborg Kommune; indtil Kommunalreformen i 1970 lå det i Hellum Herred (Aalborg Amt). I Komdrup Sogn ligger Komdrup Kirke.
I Komdrup Sogn findes flg. autoriserede stednavne:
- Komdrup (bebyggelse, ejerlav)
- Komdrup Holm (bebyggelse)
- Refsnæs (ejerlav, landbrugsejendom)
- Refsnæs Skov (areal)